# (33516) Timonen
1999 GO34 (asteroide 33516) é um asteroide da cintura principal. Possui uma excentricidade de 0.10977860 e uma inclinação de 5.06553º.
Este asteroide foi descoberto no dia 6 de abril de 1999 por LINEAR em Socorro.